# Alysia Reiner

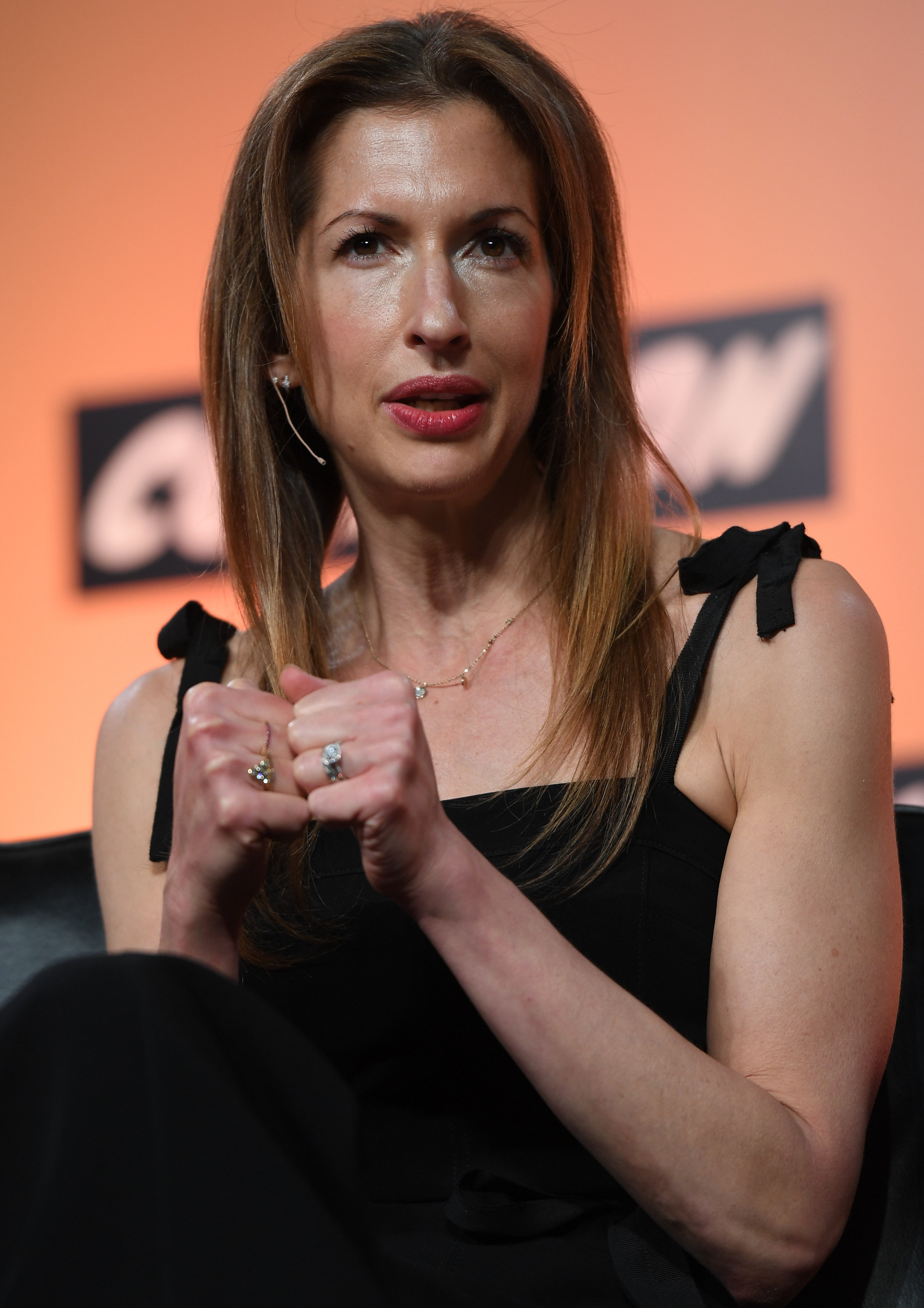
Alysia Reiner (2017)

Alysia Reiner (* 21. Juli 1970 in Gainesville, Florida) ist eine US-amerikanische Schauspielerin. Neben ihrer Tätigkeit bei Film und Fernsehen ist sie auch als Theaterschauspielerin in Off-Broadway-Stücken zu sehen.

## Privates

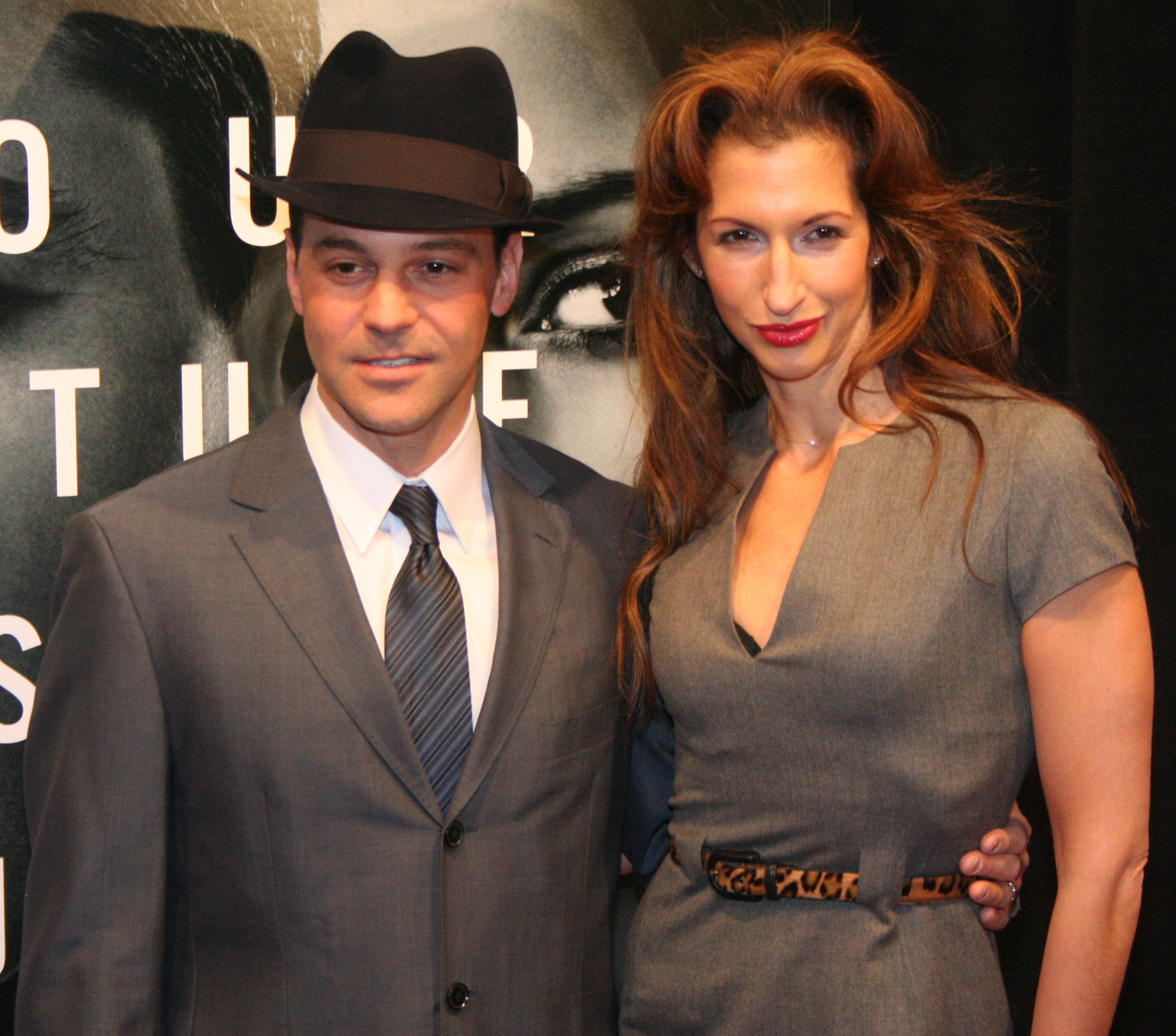
Reiner mit Ehemann David Alan Basche bei der Premiere Der Plan (2011)

Alysia Reiner wurde 1970 in Gainesville, Florida, geboren. Sie ist mit dem Schauspieler David Alan Basche verheiratet. Gemeinsam sind sie seit dem 5. Dezember 2008 Eltern einer Tochter. Die Eheleute sind bekennende Umweltschützer. Sie unterstützt wie ihr Mann Krebs- und weitere Projekte. Im Jahr 2002 starb ihr Vater an Krebs.

## Karriere

### Film
Ihre erste Rolle hatte sie 1999 in dem Filmdrama The Stand-In. 2001 stand sie für Kissing Jessica vor der Kamera. Die Komödie wurde bei mehreren Filmfestivals ausgezeichnet.
2004 spielte sie in der Komödie Sideways die Rolle Christine Erganian und erhielt mit den anderen Schauspielern 2005 einen Screen Actors Guild Award in der Kategorie Bestes Schauspielensemble. Im Jahr 2007 spielte sie in Arranged mit, in dem eine muslimische und jüdische Frau zwangsverheiratet werden sollen. Reiner spielte 2009 in dem Drama The Vicious Kind neben Adam Scott und Brittany Snow die Rolle der Samantha. Reiners Fernsehhauptrolle spielte sie in An Englishman in New York. Sie hatte Gastauftritte in den Fernsehserien Die Sopranos, Love Monkey, Law & Order, Law & Order: Special Victims Unit, Criminal Intent – Verbrechen im Visier, Drew Carey Show, Practice – Die Anwälte, Jack & Jill und White Collar.
Zuletzt stand Reiner für den Film Emotional Rescue vor der Kamera.

### Theater
Reiner spielt Theater am Off-Broadway. Sie spielte bei der New Yorker Premiere zu Pentecost im Jahr 2005, einem Stück des Tony-Award-Gewinner David Edgar, mit. Sie spielte die Hauptrolle des Zwei-Charakter-Stücks An Oak Tree, das mit einem Obie Award ausgezeichnet wurde, sowie in Jayson with a Y von der The New Group, einer Theatervereinigung, die bisher dreimal mit einem Tony Award ausgezeichnet wurde. Anschließend spielte sie die Hauptrolle June Miller in den Stücken von Anaïs Nin One of Her Lives und Wasps in Bed am The Beckett Theater. Mit ihrem Mann spielte sie Love in the Age of Narcissism und Dating Games gemeinsam auf der Bühne. Ihre Tätigkeit auf der Bühne stellte sie auch in anderen Städten unter Beweis, so spielte sie in Utah im Sundance Filmmakers Lab, The Matrix Theatre in Los Angeles in LA, in New Jersey beim The Forum Theater und in Großbritannien The Edinburgh Festival in Schottland und The Royal Court Theatre in London.

## Filmografie (Auswahl)
- 1999: The Stand-In
- 1999–2010: Law & Order (Fernsehserie, 2 Episoden)
- 2000: Practice – Die Anwälte (The Practice, Fernsehserie, Episode 4x17 Black Widows)
- 2001: Jack & Jill (Fernsehserie, Episode 2x04 California Dreamin)
- 2001: Kissing Jessica (Kissing Jessica Stein)
- 2002: Law & Order: Special Victims Unit (Fernsehserie, Episode 4x09 Juvenile)
- 2003–2010: Criminal Intent – Verbrechen im Visier (Law & Order: Criminal Intent, Fernsehserie, 3 Episoden)
- 2004: The Three Body Problem (Kurzfilm)
- 2005: Sideways
- 2005: Das Traum-Date
- 2006: Die Sopranos (The Sopranos, Fernsehserie, Episode 6x05 Mr. & Mrs. John Sacimoni Request)
- 2006: The Narrow Gate
- 2007: Arranged
- 2008: The Starter Wife – Alles auf Anfang (The Starter Wife, Fernsehserie, 2 Episoden)
- 2009: The Vicios Kind
- 2009: 30 Rock (Fernsehserie, Episode 4x06 Sun Tea)
- 2009: White Collar (Fernsehserie, Episode 1x07 Start frei für Agent Fowler)
- 2011: The Exes (Fernsehserie, Episode 2x09 Die Party)
- 2014: Hawaii Five-0 (Fernsehserie, Episode 5x04 Ein größerer Fisch)
- 2014: Für immer Single? (That Awkward Moment)
- 2013–2017: Orange Is the New Black (Fernsehserie, 25 Episoden)
- 2014–2015: How to Get Away with Murder (Fernsehserie, 4 Episoden)
- 2015: Bones – Die Knochenjägerin (Bones, Fernsehserie, Episode 10x17 Mobbingopfer Molly?)
- 2016: Rosewood (Fernsehserie, 2 Episoden)
- 2016: Detective Laura Diamond (The Mysteries of Laura, Fernsehserie, Episode 2x14 Laura und der Attentatsversuch)
- 2016–2022: Better Things (Fernsehserie)
- 2018–2019: The Deuce (Fernsehserie, 10 Episoden)
- 2021: A Mouthful of Air
- 2022: Ms. Marvel (Fernsehserie, 4 Episoden)
- 2022: Shining Vale (Fernsehserie)
- 2022: Glimpse
- 2022: The Independent
- 2022: Lie Hard
- 2023: The Rookie (Fernsehserie, 2 Episoden)
- 2023: Dieses Gefühl, dass die Zeit, etwas zu tun, vorbei ist (The Feeling That the Time for Doing Something Has Passed)
- 2024: Diplomatische Beziehungen  (The Diplomat, Fernsehserie, 2 Episoden)
- 2025: Going Places
- 2025: Ramona at Midlife
- 2025: O Horizon
- 2025: Marshmallow